# Chalchihuites
Chalchihuites è una municipalità dello stato di Zacatecas, nel Messico centrale, il cui capoluogo è la omonima località.
Conta 10.565 abitanti (2010) e ha una estensione di 899,59 km².
In nome della località deriva da Chalchiuitl, che in lingua nahuatl significa Pietra preziosa che brilla.

## Monumenti e luoghi di interesse

### Altavista
Altavista è un sito archeologico, fiorito tra il 400 e il 650 della nostra era.